# استو (فلوریدا)
استو (به انگلیسی: Esto) شهری در شهرستان هلمز ایالت فلوریدا است که در سال ۱۸۸۳ بنیان‌گذاری شده‌است. این شهر طبق سرشماری سال ۲۰۱۰ میلادی، ۳۶۴ نفر جمعیت داشته و مساحت آن نیز ۶٫۱ کیلومتر مربع است.